# Rudolf Krejčík
Rudolf Krejčík (13. prosince 1934 Praha – červenec 2014) byl český filmař, který se specializoval na dokumentární tvorbu. Na jeho pracovní zaměření měly vliv vzpomínky na události prožité během druhé světové války a rovněž jeho vlastní empatické cítění. Svou tvorbou navíc ovlivnil Helenu Třeštíkovou, se kterou v jejích začátcích bydlel ve stejném domě na pražském Václavském náměstí, že se následně přihlásila ke studiu na Filmové a televizní fakultě Akademie múzických umění (FAMU).
Jeho pohřbu ve strašnickém krematoriu se 25. července 2014 vedle Třeštíkové účastnila další režisérka Olga Sommerová nebo herec Josef Dvořák.

## Tvorba
Krejčíkovo dílo zahrnuje několik desátek dokumentů. Natočil kupříkladu snímek věnující se československé sportovní přehlídce Spartakiáda. Je rovněž autorem děl Generace bez pomníku či Seven days to remember. Na počátku šedesátých let 20. století pro Československý armádní film režijně připravil dokument sledující činnost šesti představitelů sudetských Němců v období před a během druhé světové války, jež se následně po válce angažovaly v organizacích pomáhajících odsunutým Němcům na území Západního Německa. Pro Krátký film Praha natočil o československém pavilonu podle svého vlastního scénáře jedenatřicetiminutový dokumentární film pojmenovaný Československý pavilon. Komentářem snímek doprovodili herec Miroslav Horníček a hlasatel Richard Honzovič.